# Štefan Kalický
Štefan Kalický (2. července 1911, osada Piesok u Valaské, Rakousko-Uhersko – 3. září 1944, Pusté Pole, Slovensko) byl pedagog a účastník Slovenského národního povstání.
Kalický vyrůstal jako polosirotek; o otce přišel ve věku tří let. Ačkoliv měl velmi pozitivní vztah k hudbě, rozhodl se nakonec stát se učitelem; absolvoval učitelský ústav v Banské Bystrici v roce 1931. Později pracoval jako učitel na lidové škole v Čierném Balogu a na měšťanské škole v Dobšiné. Během Slovenského národního povstání pracoval v ilegálním protifašistickém hnutí jako člen Revolučního národního výboru v Dobšiné. Pomáhal s organizováním pořádku v Dobšiné poté, co město obsadily jednotky národního povstání. Sám Kalický padl v boji při jeho potlačení na přelomu léta a podzimu 1944.